# Вальтер, Отто
Отто Фридрих Вальтер (нем. Otto Friedrich Walter; 5 июня 1928, Риккенбах — 24 сентября 1994, Золотурн) — швейцарский писатель
, драматург, публицист и издатель.

## Биография
Родился младшим из девяти детей издателя, одной из его сестёр была писательница Силья Вальтер. Посещал монастырскую школу, но её после шестого класса и стал учиться профессии продавца книг в Цюрихе . С 1950 года работал в типографии в Кёльне.
Изучал книготорговое и типографское дело в Цюрихе и Кёльне, с 1956 года работал в издательстве отца «Вальтер-ферлаг», в 1967—1973 годах — один из руководителей издательства «Лухтерханд» (ФРГ).
Дебютировал как прозаик в 1956 году.
Автор психологических романов («Немой» («Der Stumme», 1959, рус. пер. 1974, «Господин Турель» («Herr Tourel», 1962, рус. пер. 1974), «Первые беспорядки» («Die ersten Unruhen», 1972, «Одичание» («Die Verwilderung», 1977).
В своих произведениях писатель поднимает проблемы отчуждения, вины, жестокости, ставятся под сомнение коммуникативные возможности языка, исследует феномен массового сознания. Леворадикальные идеи молодёжного движения 1960—1970-х годов, протест против общества потребления, вопрос о роли писателя в общественно-политической жизни — в центре его повести «Как бетон прорастает травою» («Wie wird Beton zu Gras», 1979, рус. пер. 1984) и романа «Удивление лунатиков на исходе ночи» («Das Staunen der Schlafwandler am Ende der Nacht», 1983, рус. пер. 1986).
Член ПЕН-клуба Германии.

## Награды
- Премия Шарля Вейона 1959 г.
- Премия в области культуры 1972 года кантона Золотурн
- Книжная премия Кантона Берн 1977 г.
- Литературная премия Südwestfunk 1980 г.